# Nomia amboinensis
Nomia amboinensis är en biart som beskrevs av Cockerell 1907. Nomia amboinensis ingår i släktet Nomia och familjen vägbin. Inga underarter finns listade i Catalogue of Life.